# ФК Међимурје Чаковец
ФК Међимурје (хрв. NK Međimurje) је хрватски фудбалски клуб из Чаковца, Tренутно се такмичи у Другој лиги Хрватске.
Клуб је основан у јуну 2003. а почео је да се такмичи у Другој лиги преузевши место клуба НК Омладинац из Новог Села Рок. Након премијерне сезоне клуб се уврстио у Прву ХНЛ и тако после Чаковца постао други међимурски клуб који је добио прилику да заигра у највишем рангу хрватског фудбала. На крају сезоне 2007/08. клуб је испао у Другу лигу.
Међимурје своје домаће утакмице игра на чаковечком стадиону СРЦ Младост, који има укупно 8.000 места, од чега је 5.000 седећих.
Навијачка група се зове Анђели.

## Резултати у лиги и купу
| Сезона  | Лига       | Место | И  | Д  | Н | И  | ГД | ГП | Бод | Куп         |
| ------- | ---------- | ----- | -- | -- | - | -- | -- | -- | --- | ----------- |
| 2003/04 | Друга лига | 1     | 32 | 21 | 6 | 5  | 70 | 28 | 69  |             |
| 2004/05 | Прва лига  | 11    | 32 | 9  | 6 | 17 | 29 | 52 | 33  | 1/8 финала  |
| 2005/06 | Прва лига  | 11    | 32 | 9  | 9 | 14 | 40 | 51 | 36  | 1/8 финала  |
| 2006/07 | Прва лига  | 9     | 33 | 11 | 4 | 18 | 40 | 60 | 37  |             |
| 2007/08 | Прва лига  | 12    | 33 | 3  | 6 | 24 | 37 | 81 | 15  | 1/16 финала |

## Међимурје на вечној табела клубова Прве лиге од 1992 до 2008
| Плас. | Тим       | Број сезона | ИГ  | Д  | Н  | ИЗ | ГД  | ГП  | ГР  | Бод |
| ----- | --------- | ----------- | --- | -- | -- | -- | --- | --- | --- | --- |
| 18.   | Међимурје | 4           | 130 | 32 | 25 | 75 | 146 | 244 | -98 | 121 |